# Edwin Moise

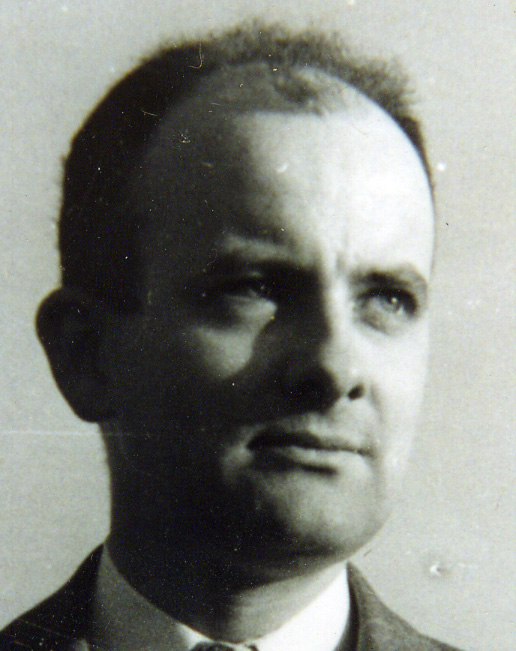
Edwin Moise (1950)

Edwin Evariste Moise (gesprochen [moʊˈiːz]) (* 22. Dezember 1918 in New Orleans; † 18. Dezember 1998 in New York City) war ein US-amerikanischer Mathematiker, der sich mit geometrischer Topologie und Mathematikdidaktik beschäftigte.

## Leben
Moise studierte an der Tulane University Mathematik und arbeitete nach dem Abschluss 1940 als Kryptograph und Japanisch-Übersetzer für die US-Navy. 1947 promovierte er an der University of Texas in Austin bei Robert Lee Moore in Topologie (An indecomposable continuum which is homeomorphic to each of its nondegenerate subcontinua), wobei er den Begriff des „Pseudo-Arc“ einführte. 1947 bis 1960 lehrte er an der University of Michigan, war 1949 bis 1951 am Institute for Advanced Study (als Assistent von Deane Montgomery und nochmals 1956/57). Ende der 1950er Jahre arbeitete er in einer Lehrbuchkommission die den Unterricht in Schulen reformieren sollte. Von 1960 bis 1971 war er Professor für Mathematikdidaktik in Harvard. Dort war er Ende der 1960er Jahre einer der wenigen Professoren, die sich öffentlich gegen den Vietnamkrieg engagierten. 1971 bis 1987 war er Professor am Queens College der City University of New York. Im Ruhestand wandte er sich einem neuen Gebiet zu und veröffentlichte mehrere Aufsätze von Literaturkritik zu Dichtern des 19. Jahrhunderts.
Moise war Vertreter der geometrischen Topologie aus der Moore-Schule wie R. H. Bing und entwickelt diese von zwei- zu dreidimensionalen Problemen. Er bewies die (im Wesentlichen eindeutige) Triangulierbarkeit von 3-Mannigfaltigkeiten. R. H. Bing gab danach einen weiteren Beweis, und Moise einen neuen Beweis in seinem Lehrbuch der geometrischen Topologie. Wie Bing arbeitete er auch hart an der Lösung der Poincaré-Vermutung gab dann aber auf. Möglicherweise war das ein Grund, warum er sich der Mathematikdidaktik zuwandte.
Ab 1958 war er an Bestrebungen zur Reform des Mathematikunterrichts beteiligt und schrieb mit Floyd L. Downs Schulbücher für den Geometrie-Unterricht, die die Behandlung nach den Postulaten von Euklid durch neue metrische Postulate ersetzte, was damals umstritten war (dafür sprach sich unter anderem Saunders MacLane aus, dagegen Morris Kline).
Moise war Mitglied der American Academy of Arts and Sciences (1961), zeitweise Präsident der Mathematical Association of America (der Mathematikdidaktik-Vereinigung der USA) und Vizepräsident der American Mathematical Society. Er war auch in der International Commission on Mathematical Instruction.
Er war seit 1942 verheiratet und hatte eine Tochter und einen Sohn.

## Schriften
- Elementary Geometry from an Advanced Standpoint. 3. Auflage. Addison-Wesley, 1990.
- mit Floyd L. Downs: Geometry. Addison-Wesley 1964, 1991.
- The Number Systems of Elementary Mathematics. Counting, Measurement, and Coordinates. Addison-Wesley 1966.
- Calculus. Addison-Wesley 1967. 2. Auflage 1972.
- Geometric Topology in Dimensions 2 and 3. Springer 1977.
- Introductory Problem Courses in Analysis and Topology. Springer 1982.